# (333636) Reboul
Pour les articles homonymes, voir Reboul.
(333636) Reboul est un astéroïde de la ceinture principale.

## Description
(333636) Reboul est un astéroïde de la ceinture principale. Il fut découvert le 26 août 2008 à Pises par l'Observatoire des Pises. Il présente une orbite caractérisée par un demi-grand axe de 2,58 UA, une excentricité de 0,28 et une inclinaison de 13,9° par rapport à l'écliptique.

## Compléments